# Дюзова
Дюзова или Магриотица (на турски: Düzova) е село в Източна Тракия, Турция, Вилает Лозенград. Околия Виза.

## География
Селото се намира на 9 км южно от Виза.

## История
Според статистиката на професор Любомир Милетич в 1913 година в Магриотица живеят 200 гръцки семейства.